# میو هیرانو

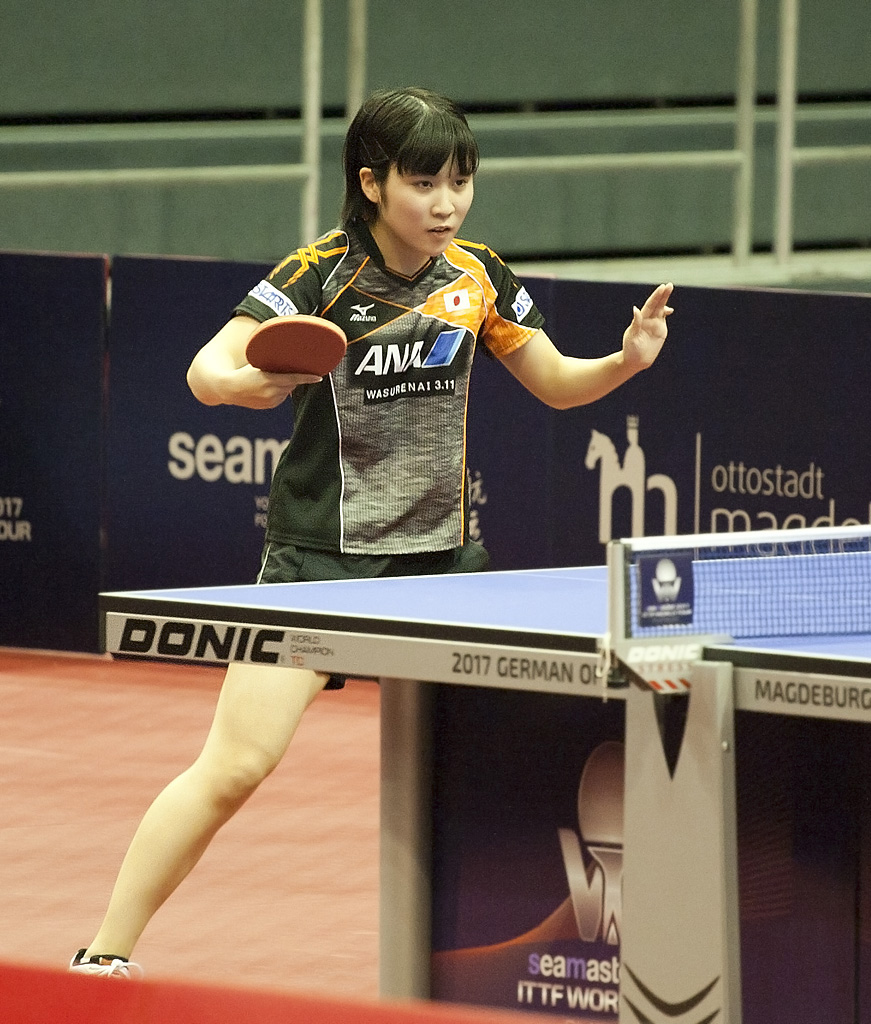
میو هیرانو - ۲۰۱۷

میو هیرانو (انگلیسی: Miu Hirano؛ زادهٔ ۱۴ آوریل ۲۰۰۰) یک بازیکن تنیس روی میز اهل ژاپن است. 
وی در مسابقات کشوری و بین‌المللی در مجموع برنده ۶ مدال طلا، ۲ مدال نقره شده‌است.